# Кравченко Василь Сергійович
Васи́ль Сергі́йович Кра́вченко (14 лютого 1994, м. Ізяслав, Хмельницька область  — 20 липня 2020, с-ще Шуми, Донецька область) — старший матрос, старший стрілець десантно-штурмової роти 503-го окремого батальйону морської піхоти Збройних сил України, учасник російсько-української війни.

## Життєпис
Середню освіту здобув у загальноосвітній школі I—II ступенів № 4 та НВК «ЗОШ І-ІІІ ст. № 2, ліцей» ім. О.Кушнірука міста Ізяслав.
Учасник Антитерористичної операції на сході України та Операції об'єднаних сил. Був призваний під час третьої хвилі мобілізації, проходив службу у підрозділах ДПСУ. В окремому батальйоні морської піхоти ВМС ЗС України проходив військову службу — з 2016 року, двічі укладав контракт із ЗС України.
Одружився в квітні 2020 року.
Загинув внаслідок важкого поранення голови та грудей під час ворожого обстрілу зі стрілецької зброї близько 12-ї години поблизу селища Шуми. Перебував на бойовому чергуванні на опорному пункті.
Похований 22 липня 2020 року на Алеї почесних поховань центрального кладовища м. Ізяслав.
Залишились батьки та дружина.

## Нагороди
- Указом Президента України № 59/2021 від  19 лютого 2021 року «Про відзначення державними нагородами України», за особисту мужність і самовіддані дії, виявлені у захисті державного суверенітету та територіальної цілісності України нагороджений (посмертно) орденом «За мужність» III ступеня[6].